# 通い帳
通い帳/通帳（かよいちょう）とは、掛売取引における販売数量や代金を記載して、売主が買主に対して代金を請求する根拠となる帳簿のこと。通帳/通（かよい）とも称する。
江戸時代中期以降のの商業・流通の発達に伴って信用取引が広まるようになると、売主が特定の時期に売掛金の決済期を定めて仕切書を買主に交付して代金を請求していたが、通い帳はその基礎となる帳簿であった。
売主は取引発生時に買主に対して取引ごとの数量・代金などを記載した通い帳を交付し、決済期の直前に通い帳を回収して集計した上でその総額を記した仕切書を通い帳とともに買主に渡して請求を行った。
通い帳は問屋と仲買の取引や米屋や酒屋などの小売と消費者（庶民）の取引など、広範囲な信用取引の場で行われた。
農村部では信用取引の手段として、第二次世界大戦後まで通い帳が用いられていた。